# L'Échappée belle (film, 2017)
Pour les articles homonymes, voir L'Échappée belle.
Pour plus de détails, voir Fiche technique et Distribution.
L'Échappée belle (The Leisure Seeker) est un film italien réalisé par Paolo Virzì, sorti en 2017.
C'est l'adaptation du roman également nommé The Leisure Seeker (en) écrit par Michael Zadoorian (en) et paru en 2009.
Il est présenté en sélection officielle à la Mostra de Venise 2017.
Helen Mirren pour le rôle d'Ella a été nommée meilleure actrice dans un film musical ou une comédie pour la 75e cérémonie des Golden Globes.

## Synopsis
En 2016, à Wellesley, dans le Massachusetts, Jane et Will se rendent compte que leurs parents, John et Ella, ont disparu. Ils sont partis avec leur camping-car, baptisé The Leisure Seeker, et Jane et Will sont morts d’inquiétude : John, ancien professeur d’université passionné par Hemingway, et Ella sont âgés, lui perd la mémoire, et elle, qui le fait continuellement travailler sur ses souvenirs, devait entrer à l’hôpital pour une maladie qu’on suppose grave. Ils ont mis cap au sud, Ella parle d’aller dans sa famille en Caroline du Sud, mais semble vouloir réaliser un vieux rêve : visiter la maison d’Hemingway à Key West, en Floride. Will tente régulièrement d’appeler sa mère pour lui faire dire où ils sont et l’obliger à revenir, sans succès. John raconte Hemingway et ses livres, dont il connaît des pages entières par cœur, à toutes les serveuses qu'ils rencontrent. La sénilité de John, qui peut seul conduire, rend le voyage compliqué. Celui-ci est ponctué par des arrêts dans des campings où Ella projette souvent des diapositives familiales pour aiguiser la mémoire de John. Celui-ci semble obsédé par sa jalousie envers Dan, le premier fiancé d’Ella et veut absolument le voir. Pour le calmer, elle retrouve sa trace et emmène John dans la maison de retraite où vit Dan, colérique et impotent. John le menace avec son fusil de chasse, heureusement préalablement déchargé par Ella. John ne reconnaît pas toujours les siens et un jour, croyant parler à Lilian, sa voisine, dans le camping-car, il « lui » explique qu’Ella attend un bébé et qu’ils doivent rompre. Ella, stupéfaite et furieuse d’apprendre 48 ans plus tard que John l'a trompée, va le déposer dans la première maison de retraite qu’elle trouve… mais incapable de le quitter, retourne le chercher le lendemain. Ils arrivent dans la maison d’Hemingway, transformée en salon d’événements, au milieu d’une noce latino. Tandis que John, insouciant, participe à la fête, Ella fait un malaise et on la conduit en urgence à l'hôpital. John, qui finit par se rendre compte qu’elle n’est plus là, parvient à savoir où on l'a été emmenée : les médecins lui expliquent que son cancer du côlon est métastasé et qu’il est incroyable qu’elle soit encore en vie. John ne supporte pas de la voir ainsi et l’enlève : ils rejoignent le camping-car garé au bord d’une plage de Key West et sont heureux….

## Fiche technique
- Titre français : L'Échappée belle
- Titre original : The Leisure Seeker
- Réalisation : Paolo Virzì
- Scénario : Paolo Virzì, Stephen Amidon, Francesca Archibugi et Francesco Piccolo d'après le roman de Michael Zadoorian (en)
- Musique : Carlo Virzì
- Société de production : Eliane Antoinette, en association avec Indéfilms 3
- Pays d'origine : Italie
- Format : Couleurs - 35 mm - 1,85:1
- Genre : Film dramatique , Film d'aventure, Film romantique
- Date de sortie :
  -  Italie : septembre 2017 (Mostra de Venise 2017), 25 janvier 2018 (sortie nationale)
  -  France : 3 janvier 2018

## Distribution
- Helen Mirren (VF : Sylvie Genty) : Ella Spencer
- Donald Sutherland (VF : Georges Claisse) : John Spencer
- Janel Moloney (VF : Anneliese Fromont) : Jane Spencer
- Kirsty Mitchell (VF : Ludmila Ruoso) : Jennifer Ward
- Dana Ivey (VF : Frédérique Cantrel) : Lilian
- Robert Walker Branchaud (VF : Jean-Luc Atlan) : un policier
- Christian McKay (VF : Xavier Fagnon) : Will Spencer
- Raegan Millican : Jane Spencer jeune
- Joshua Hoover : le caissier à Chesapeake
- Chelle Ramos : Marcia, une infirmière
- Robert Pralgo : Phillip
- Mark Ashworth : le jeune chauffeur en colère
- Helen Abell : la fermière
- Ahmed Lucan : le pompiste syrien
- Dick Gregory : Dan Coleman
- Elijah Marcano : un adolescent
- Matt Mercurio : Evan, le réceptionniste
- John Archer Lundgren : un pensionnaire du centre de soins
- Carl Bradfield : un vieillard
- Cecil M. Henry : le policier à moto
- Karen Valero : l'infirmière cubaine

Version française
Studio de doublage :
Direction artistique : Hervé Icovic
Adaptation :
Source et légende : Direction Artistique (VF) sur AlloDoublage

## Sortie

### Accueil critique
The Leisure Seeker a reçu des avis mitigés de la part des critiques et des avis légèrement plus positifs de la part du public.
Sur le site spécialisé Rotten Tomatoes, le film obtient une approbation de 37 % sur la base de 104 critiques, avec une note de 5,15/10 et le consensus critique suivant : le film « ne manque certainement pas de talents d'acteur, mais il se perd dans un drame prévisible et diffus avec peu de choses à dire. » Le public l'approuve pour sa part à 56 %, sur la base de 538 votes, avec une note de 3,3/5,10. Le site Metacritic lui attribue une note de 45 sur 100, sur la base de 23 critiques, indiquant des « critiques mitigées ». Sur le site IMDb, les utilisateurs lui donnent une note de 6,7/10, sur la base de 5342 votes. Sur le site FilmAffinity, le film obtient 6,0/10, sur la base de 640 votes.
En France, l'accueil également est mitigé : le site Allociné établit la moyenne des critiques presse à 2,9/5, et des critiques spectateurs à 3,7/5.

### Box-office
- The Leisure Seeker a rapporté 3,2 millions de dollars aux États-Unis et au Canada et 16,1 millions de dollars dans le reste du monde, soit un total mondial de 19,3 millions de dollars[8].
- En France, il a réalisé 30 522 entrées[9].

## Récompenses et distinctions

### Sélections
- Mostra de Venise 2017 : en compétition en sélection officielle.
- Festival international du film de La Roche-sur-Yon 2017 : en compétition en sélection officielle.